# RV Yokosuka
Le RV Yokosuka est un navire océanographique de la Japan Agency for Marine-Earth Science and Technology (JAMSTEC) dont le quartier général est à Yokosuka. C'est la navire de soutien du sous-marin de recherche DSV Shinkai 6500.

## Historique
Ce navire a été conçu comme un navire de soutien de recherche en plongée sous-marine responsable du transport et de l’exploitation du Shinkai 6500. C'est un type de navire avec deux ponts de travail. Sur le pont arrière, il y a un dispositif de mise à l'eau pour le Shinkai 6500 et une énorme grue à châssis A qui supporte sa charge de 26 tonnes, ainsi qu'un hangar équipé d'installations de maintenance. Afin de réduire les secousses, un réservoir à bascule est installé sous le pont supérieur. Si l'état de la mer est égal ou inférieur à 4, les travaux de débarquement du Shinkai 6500 peuvent être effectués.
Le moteur principal est constitué de deux moteurs diesel Daihatsu 8DLM-32 à vitesse moyenne de 3,000 cv. Le navire possède un système de positionnement dynamique lors des plongées du sous-marin habité.

## Missions
Le navire effectue des relevés topographiques grâce au système remorqué jusqu'à 4000 mètres, le Deep Tow.
Il effectue aussi des relevés géologiques grâce à des échantillons sous-marins, obtenus avec divers collecteurs de boue par carottage et dragage, et met à l'eau divers appareils de mesure.
Depuis 1995, le ROV Kaikō a été installé et utilisé comme étude préliminaire et de sauvetage pour le Shinkai 6500. Cependant, étant donné que le changement du système de sauvetage du Shinkai 6500 a perdu de son importance, le navire de soutien RV Kairei a été lancé en 1997 afin de démontrer pleinement les capacités de recherche de Kaiko.

## Galerie

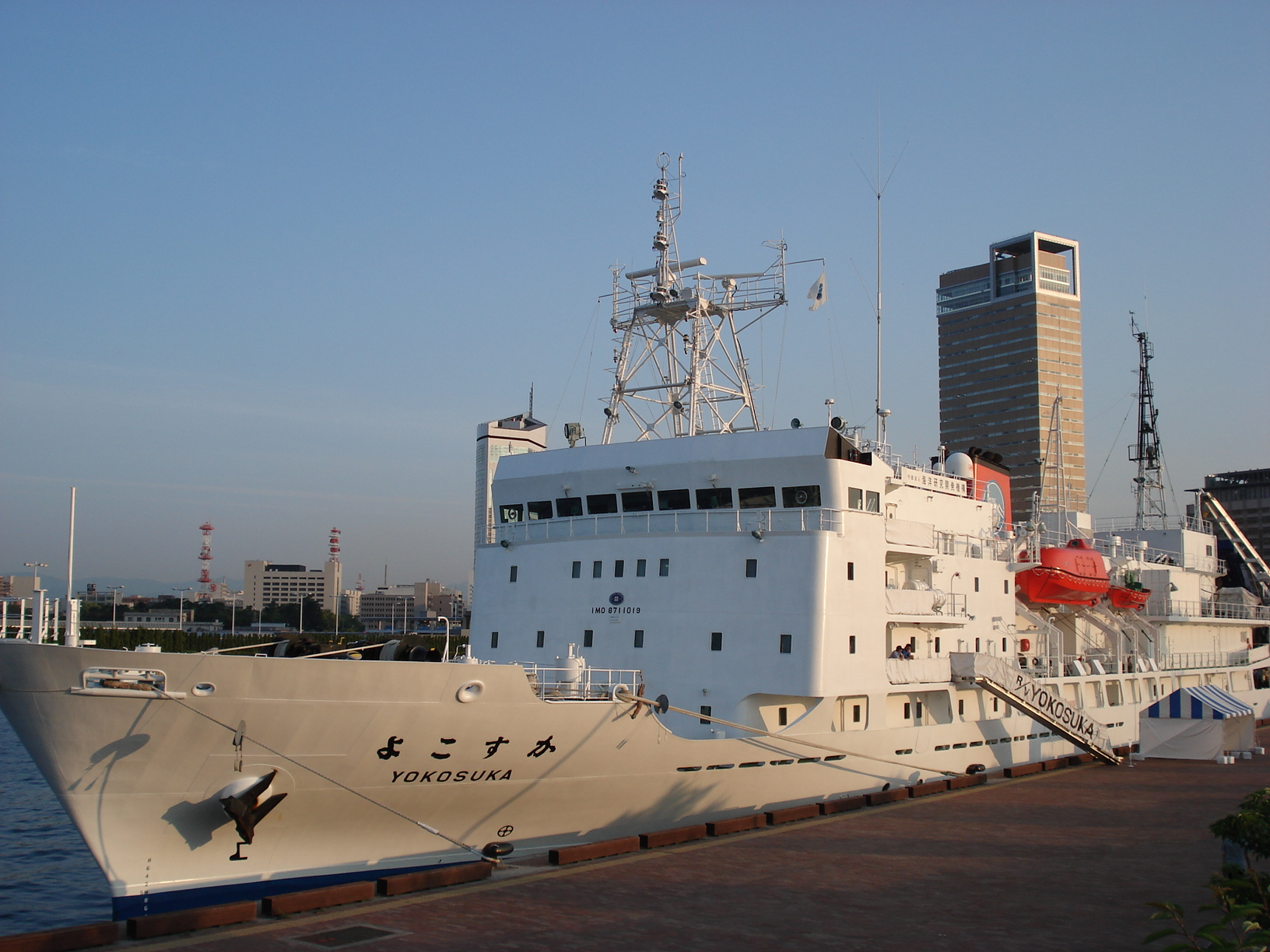
RV Yokosuka
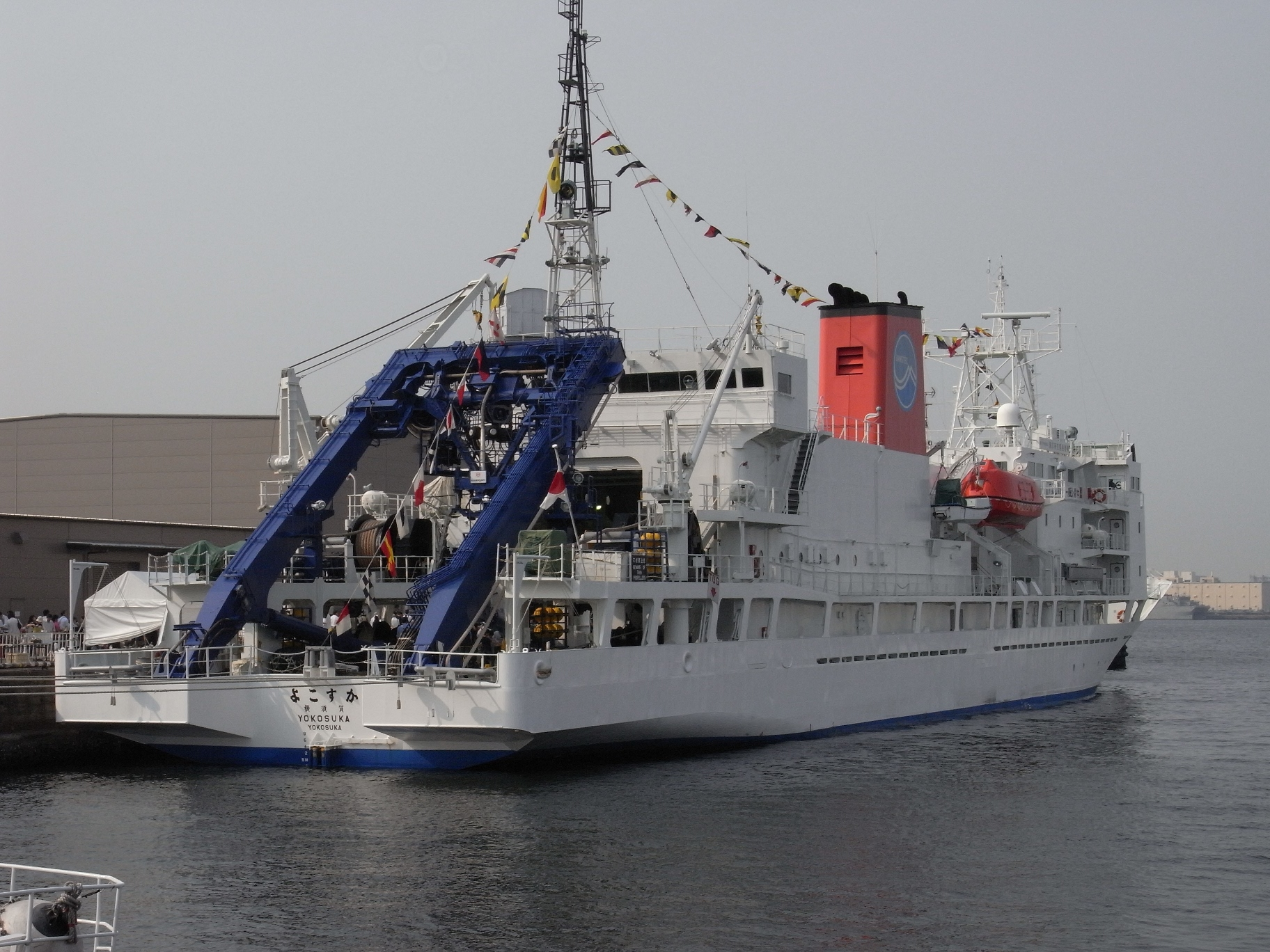
RV Yokosuka
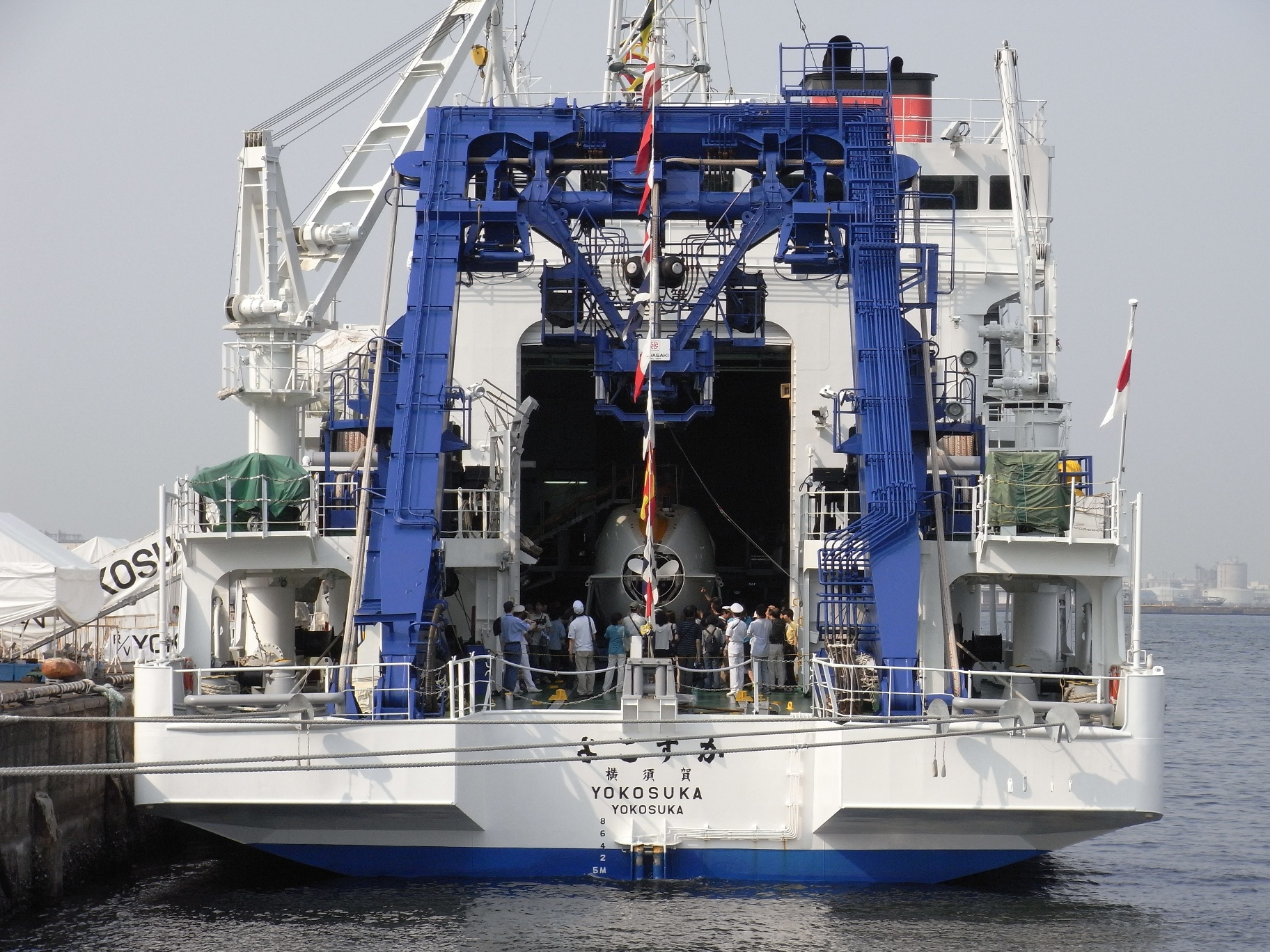
Shinkai 6500
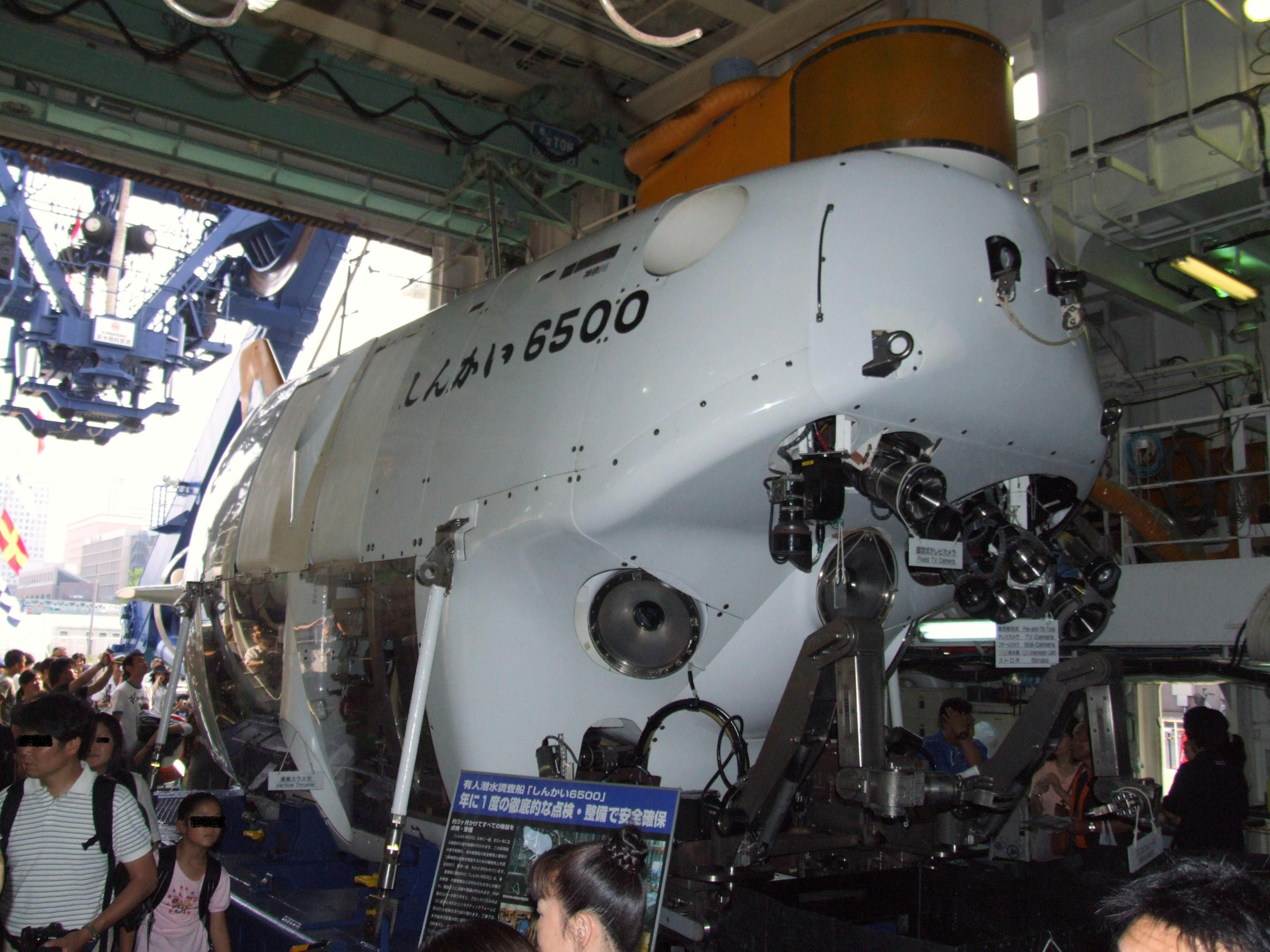
Shinkai 6500

### Note et référence
1. ↑  Deep Submergence Research Vehicle SHINKAI 6500 - Site JAMSTEC
2. ↑  Deep Ocean Floor Survey System DEEP TOW

- (ja) Cet article est partiellement ou en totalité issu de l’article de Wikipédia en japonais intitulé « よこすか » (voir la liste des auteurs).